# يوستيس
يوستيس (بالإنجليزية: Eustis)‏ هي مدينة أمريكية تقع في ولاية فلوريدا. تبلغ مساحة هذه المدينة 24.9 (كم²)،ويبلغ عدد سكانها 15106 نسمة حسب إحصاء سنة 2010 م 15106.

## أعلام
- رود بروير
- ريتشارد وليامز
- جنير رايت
- كاري بيكر
- جو بيرنت
- أرت لانغلي
- تيد شون